# Curtara adunca
Curtara adunca är en insektsart som beskrevs av Delong 1977. Curtara adunca ingår i släktet Curtara och familjen dvärgstritar. Inga underarter finns listade i Catalogue of Life.